# ダイナマイト関西 (お笑いイベント)
『ダイナマイト関西』（ダイナマイトかんさい）は、吉本興業が主催し、バッファロー吾郎がプロデュースするお笑いイベントである。通称は『D関』（ディーかん）。第1回からダイナマイト関西2016までは、バッファロー吾郎の木村明浩（現・バッファロー吾郎A）がインタレスティング・プロデューサーを務めていた。

## 概要
「ゴチャゴチャ言わんと 誰が一番おもろいんか決めたらええんや」を唯一無二のコンセプトとした、大喜利による真剣勝負を主軸に置いたイベントである。「ダイナマイト関西2016」開催時の公式サイト（外部リンク節参照）では、「イベントでなく、『野球』『サッカー』『ボクシング』などと同じ、笑いと格闘技を融合させた『ダイナマイト関西』という“競技”である」と定義し、そのために「一番（最も『おもろい』者）をわかりやすく決めるルールを作り、余計なものを一切排除した」と言明していた。また、一般的な「お笑い」とは一線を画した「格闘技」然とした演出が多く取り入れられていることも特徴である。
第1回大会は観客収容人数100人程度のライブハウスから始まったが口コミで評判が広がり、次第に規模を拡大していく。評判が評判を呼び、現在では不動の人気公演の一つとなった。
2003年6月の第10回大会は大阪府立体育会館で開催し、お笑いライブとしては異例の4500人以上の観客を動員した。また2006年8月の第13回大会は、初の東京決戦となる後楽園ホールで決勝戦を開催し、以降東京でも定期的に開かれ、2009年のバッファロー吾郎の東京再進出以降は東京での開催がメインとなる。スピンオフ・クロスオーバー的な派生大会も多い。
出場者は、一線級の芸人はもちろん、主催者側に「おもろい」と認められれば若手・無名の芸人にも門戸が開かれている。芸人ではない出場者も多く、彼らが大きな活躍を見せることもある。予選参加の条件を大幅に緩和し、一般のお笑いファンも参加できるオープントーナメントも開催されている。
かつては朝日放送(ABC)で、主に金曜深夜25:29からの特番枠で放送されていた。また、各大会はDVD化もされている。2017年12月からは、Amazonプライム・ビデオにて、過去の大会の映像が配信されていたが、現在は配信を終了している。
2016年までインタレスティング・プロデューサーを務めたバッファロー吾郎Aは、ゆくゆくはこのイベントを大晦日の紅白歌合戦の真裏でさいたまスーパーアリーナより生中継し、視聴率競争にて勝利することを自分の夢としている。2009年11月には、自身のブログ「ホームラン日記」において、「本気で大晦日の開催を目指すため、2010年は後楽園ホールクラス以上の規模で大会を最低4回は開催する予定」と発表した。実際に2010年は4大会が行われ、後楽園ホールと同クラスのキャパシティを誇るディファ有明で2度開催され、最終戦のfourth大会は中野サンプラザにて開催された。2014年からは、リーグ戦、団体戦といった新機軸の大会も企画され、浅草公会堂、東京グローブ座などの会場でも開催された。
バッファロー吾郎Aのインタレスティング・プロデューサーの辞任や、バッファロー吾郎がソロ活動主体になったこと、2019年から発生した新型コロナウイルス感染症の感染拡大の影響などにより、「ダイナマイト関西2016」以降は大会が開催されておらず、同大会が実質的な最終回となっている。

## ルール
- 出場選手は舞台下手の玄武コーナーと舞台上手の白虎コーナーに分かれ、一対一の大喜利対決を行う。トーナメント形式で優勝者を決定する。
- 一試合10分[注 9]で行われ、一試合につき『お題』が2問ないし3問出題される[注 10]。すべての『お題』は試合中に発表される。
- 舞台中央に出された『お題』に対して、各選手はスケッチブックまたはフリップボードに回答を書く。回答が書けた時点で挙手をし、進行の指名を受けたのち回答を発表する。
  - 回答をイラストとして提示し、口頭でそれを補う説明をしてもよい。
  - 回答について、口頭での簡単な前置きは問題とされないが、追加説明をすることは基本的に不可。
- 最初に双方が5ポイント[注 11]ずつ持ち、『お題』に対する回答が面白いと審判に判定されれば相手のポイントが1点マイナスされ、面白くなければ自分のポイントが1点マイナスされる[注 12]ロストポイント（減点）制で進行する。ポイントが変動した際には、その都度「玄武、マイナス」「白虎、マイナス」とコールされる。どちらでもない場合はポイントは動かず、「続行」とコールされる。
  - 判定はあくまで審判が行うため、回答に対する観客の受けが良くても「続行」となる場合がある。例えば、何かに媚びた回答や、既に出された回答にかぶせていく回答は「続行」になりやすい[注 13][注 14]。
- 審判は3人。その中には出場選手が含まれており、試合を行っていない選手が持ち回りで担当する[注 15]。
- 先にどちらかのポイントが無くなった時点で即試合が終了し（ノックアウト）、ポイントが残っている選手の勝利となる。時間切れの場合は残りポイントの多い選手が勝利となる。
- 1問目の出題中、『お題』変更の予告として拍子木が鳴らされる。そのしばらく後に「問題チェンジ」(通称：モンチェン[注 16])というアナウンスがされ、2問目の出題が行われる。3問目が出題される場合も同じ手順を踏む。試合時間終了1分前には「残り時間、1分」というアナウンスがされ、時間切れになるとゴングが鳴らされ試合が終了する。
  - ただしトーナメント大会における「決勝戦」に限り、一試合に出題される『お題』の数が制限されない「時間無制限」となる。この場合、どちらかのポイントが無くなるまで試合が続行され、問題チェンジが試合終了まで行われる。
- 時間切れの時点で互いのポイントが同点の場合、サドンデスとなる。新たに『お題』を一問出題し、一問一答形式で双方が回答を発表した後、3人の審判が必ずどちらかに優劣をつけて判定するマスト方式で勝負を決する[注 17]。
- トーナメント本大会の優勝者には、チャンピオンベルトやそれに類するもの（優勝カップ、黄金のフリップなど）が贈られる。いずれも名誉を表す賞品であり、賞金や実用的な賞品は授与されない。

なお、上記のルールはあくまで基本形であり、何度かの改正が実施されている。また、実験的にイレギュラーなルールで行われた試合も存在する。

### エキシビション
トーナメント戦の他にも、エキシビションとしてスペシャルシングルマッチや、下記のような試合も行われている。エキシビションでは同点で時間切れの場合はサドンデスを行わず、そのまま引き分けとなることが多い。
- タッグマッチ：二対二、三対三などで行う試合。基本的には一対一のときのルールに則るが、試合時間や試合開始時の持ちポイントが変動したり[注 18]、「必ず交替で回答する」「二人で一つの回答になるように答える」などのルールが加わったりする場合もある。
- サバイバルマッチ：多人数で行う個人戦。各選手の持ちポイントは3。回答前に一人を指名し、回答が面白ければ指名された者が、面白くなければ回答者がポイントを失う。ポイントをすべて失った選手は退場し、最後に残った一人が勝者となる。

### 団体戦
2015年からは新しい試合形式として、団体戦が採用されている。2015年4月に初の団体戦の大会が行われ、同年7月からは事務所対抗戦として団体戦トーナメントの本大会が開催された。
- 5人編成のチーム同士による、五対五の大喜利対決を行う。事務所対抗戦では、各チームのリーダーが残り4人のメンバーを選抜する。
  - 事務所対抗戦のチームリーダーは変更できないが[注 19]、残りのメンバーは試合毎に入れ替えてもよい。
- チームは先鋒、次鋒、中堅、副将、大将で構成され、最初は先鋒の選手同士が対戦する。
- 各選手の持ちポイントは5で、一対一のときのルールに則って対戦を行う。制限時間は8分。
- 対戦の敗者は退場となり、次の選手と交代する。勝者はそのまま次の対戦を行うが、失ったポイントは復活せず、前の対戦のポイントを引き継いで戦う。
- 同点で時間切れの場合は両者退場となり、両チームとも次の選手と交代する。
- 選手交代を繰り返し、相手チームの大将を倒したチームの勝利となる。
- 大将同士の対戦で同点・時間切れとなった場合は、延長戦を行う。両チームから一名ずつを選出し、トーナメント戦でのサドンデスのルールに則って決着をつける。

#### 強制BET大喜利
事務所対抗戦の決勝戦を除き、団体戦のエキシビションとして、勝利チームによる個人戦が行われる。
- 団体戦の勝利チームの選手は、横一列に配置された席に座る。座る順番は自由。また、各選手には10枚のコインが支給される。
- 『お題』の発表前に、回答順を抽選する。カードにより最初の回答者を決定し、以降の順番は上座に移る。最上座まで行き切った場合は、最下座に順番が移る。
- 『お題』が発表されたら、全員が順番に一問一答で回答する。制限時間は、自分の順番が来てから20秒。回答が書けた時点で、席にあるベルを鳴らして合図する。先の回答者は時間の短さが、後の回答者は「かぶり」などで回答の幅が狭められることがネックとなる。
- 選手は回答を発表する前に、任意の枚数のコインを賭ける。回答に対し、「YOU WIN」の判定が下されれば賭けたコインは倍返し、「YOU LOSE」の場合は没収となる。通常の対戦の「続行」に当たる判定は無い。
- 全員が回答を発表後、新たに回答順を抽選し、同じ要領で2問目、3問目を行う。3問終了後、最もコインを多く持っていた選手が勝者となる。

## 出場者
芸名、コンビ・トリオ名などは、出場当時のもので記載するが、新・旧の芸名で出場した場合は、別名称を＜＞内に示す。現在の芸名などと変わっている、あるいは解散している場合があるので、注意されたい。

### 大会進行、ナレーター
- 原田専門家＜進行＞
- 住谷正樹（レイザーラモン）＜進行・VTRのナレーター＞
- 清水けんじ（フロントストーリー）＜進行＞
- 浅越ゴエ（ザ・プラン9）＜進行＞
- お兄ちゃん（ビタミンS）＜進行＞
- 坂本雅仁（元・アホマイルド）＜進行＞
- 宮戸洋行（GAG少年楽団）＜進行＞
- 村田秀亮（とろサーモン）＜VTRのナレーター＞

### 出場芸人
本大会の出場者。エキシビションのみの出場者も記載している。太字は本大会優勝経験者。

#### 吉本興業からの出場芸人
2007年10月から2019年6月までは「よしもとクリエイティブ・エージェンシー」。
- バッファロー吾郎A＜木村明浩＞（バッファロー吾郎、2016年までインタレスティングプロデューサー[注 2]を兼任[3]）
- 竹若元博（バッファロー吾郎）

- ケンドーコバヤシ＜小林友治＞
- お〜い!久馬＜久馬歩＞（ザ・プラン9）
- 古高義広（スキヤキ）
- 森詩津規（シンドバット）
- ヤナギブソン（ザ・プラン9）
- 岩尾望（フットボールアワー）
- 後藤輝基（同上）
- 小籔千豊
- 高橋茂雄（サバンナ）
- 徳井義実（チュートリアル）
- ロッシー＜城野克弥＞（野性爆弾）
- くっきー＜川島邦裕＞（同上）
- 土肥ポン太＜土肥耕平＞
- 吉田敬（ブラックマヨネーズ）
- 中山功太
- 友近＜友近由紀子＞
- 西田幸治（笑い飯）
- 哲夫＜TETSUO＞（同上）
- 山里亮太（南海キャンディーズ）
- 山崎静代（同上）
- 川島明（麒麟）
- ユウキロック＜松口祐樹＞（ハリガネロック）
- 大上邦博（同上）
- 千原ジュニア（千原兄弟）
- 木村祐一
- 板尾創路（130R）
- 水野透（リットン調査団）
- 渡辺鐘＜世界のナベアツ＞（ジャリズム）
- 兵動大樹（矢野・兵動）
- 杉岡みどり
- 井上聡（次長課長）
- 林克冶（カリカ）
- 家城啓之（同上）
- ほっしゃん。
- 吉田大吾（POISON GIRL BAND）
- 宮迫博之（雨上がり決死隊）
- 蛍原徹（同上）
- ネゴシックス
- 岩橋良昌（プラスマイナス）
- 兼光タカシ（同上）
- 馬場園梓（アジアン）
- 林健（ギャロップ）
- 本坊元児（ソラシド）
- 町田星児（ヘッドライト）
- 和田友徳（同上）
- 松本康太（レギュラー）
- 三島達矢（バルチック艦隊）
- 小畑陽治（同上）
- 向清太朗（天津）
- 木村卓寛（同上）

- 吉本峰之（ストリーク）
- 山田大介（同上）
- 博多大吉（博多華丸・大吉）
- 安達健太郎（カナリア）
- 清人（バッドボーイズ）
- 近藤春菜（ハリセンボン）
- 箕輪はるか（同上）
- 指圧野郎
- 前田登（はりけ〜んず）
- 新井義幸（同上）
- 又吉直樹（ピース）
- 綾部祐二（同上）
- 石田明（NON STYLE）
- 大林健二（モンスターエンジン）
- 西森洋一（同上）
- 後藤淳平（ジャルジャル）
- 福徳秀介（同上）
- 下林朋央（ファミリーレストラン）
- 原田良也（同上）
- 須藤理恵（青空）
- 田中邦彦（ロデオボックス）
- 津田篤宏（ダイアン）
- 西澤裕介（同上）
- 中岡倫基（ブロンクス）
- 山内健司（かまいたち）
- 濱家隆一（同上）
- 岩部彰（ミサイルマン）
- 西代洋（同上）
- 大悟（千鳥）
- ノブ（同上）
- 勝山慎司（勝山梶）
- 川原克己（天竺鼠）
- 武智正剛（スーパーマラドーナ）
- 田中一彦（同上）
- 光岡均（フロントストーリー）
- 三輪善行（金時）
- 河中美二（ベリーベリー）
- ウーイェイよしたか（スマイル）
- 宇都宮まき
- 将幸（ビタミンS）
- 久保田和靖（とろサーモン）
- 村田秀亮（同上）
- 阿部浩貴（アップダウン）
- 竹森巧（同上）
- 大谷ノブ彦（ダイノジ）
- 小堀裕之（2丁拳銃）
- 川谷修士（同上）
- チャド・イアン・マレーン（チャド・マレーン）
- 徳井健太（平成ノブシコブシ）
- 吉村崇（同上）

- 山田よし（COWCOW）
- レイザーラモンHG（レイザーラモン）
- レイザーラモンRG（同上）
- 川畑泰史（吉本新喜劇）
- 白川悟実（テンダラー、旧・$10）
- 月亭八光
- てつじ（シャンプーハット）
- こいで＜小出水直樹＞（同上）
- 安田善紀（りあるキッズ）
- 大川知英（ニブンノゴ!）
- 森本英樹（同上）
- 金成公信（ハローバイバイ）
- 谷口聡（ブラザース）
- 椿鬼奴
- 藤原一裕（ライセンス）
- 田村亮（ロンドンブーツ1号2号）
- ハッピーちゃん☆
- ガリガリガリクソン
- 宮田庸平
- ハブサービス＜ハブ＞（元・Bコース）
- 福井俊太郎（GAG少年楽団）
- 桂まめだ
- 三浦マイルド
- トキ（藤崎マーケット）
- 橋本直（銀シャリ）
- 前野悠介（クロスバー直撃）
- 西峯喜策（吉本新喜劇）
- 里村仁志（大脇里村ゼミナール）
- 菅広文（ロザン）
- 大村朋宏（トータルテンボス）
- 藤田憲右（同上）
- 安友健二（猫デココ）
- 佐藤大（グランジ）
- 黒沢かずこ（森三中）
- 増谷キートン
- 中川貴志（ランディーズ）
- 秋山竜次（ロバート）
- 真栄田賢（スリムクラブ）
- 内間政成（同上）
- 田村裕（麒麟）
- 池田一真（しずる）
- 村上純（同上）
- 渡邊孝平（クロスバー直撃）
- 桜 稲垣早希
- リー5世
- 熊谷岳大（ガリットチュウ）
- 福島善成（同上）
- R藤本
- 長澤喜稔（マキシマムパーパーサム）
- 阿部智則（POISON GIRL BAND）

- 坂口真弓（少年少女）
- もう中学生
- 博多華丸（博多華丸・大吉）
- 玉城泰拙（セブンbyセブン）
- シューレスジョー
- 関好江（ボルサリーノ）
- まちゃまちゃ
- なだぎ武（元・ザ・プラン9）
- 阿久津大集合（プランカ）
- おおくも（シンプル）
- ダイシ（元・キンデルダイク）
- 尾形貴弘（パンサー）
- 菅良太郎（同上）
- 岩倉美里（蛙亭）
- 伊藤広大（こりゃめでてーな）
- 大江健次（同上）
- 五明拓弥（グランジ）
- 長田庄平（チョコレートプラネット）
- とにかく明るい安村
- りんたろー（ベイビーギャング）
- ヒューマン中村
- 木尾陽平（シンクロック）
- 関町知弘（ライス）
- 田所仁（同上）
- 初瀬悠太（ななまがり）
- 森下直人（同上）
- 友保隼平（金属バット）
- 林健（ギャロップ）
- 蛭川慎太郎（インポッシブル）
- 佐竹正史（ビスケッティ）

#### 松竹芸能からの出場芸人
- 木下隆行（T・K・O）
- 西野恭之介（チョップリン）
- 小林幸太郎（同上）
- 石野敦士（Over Drive）
- 中西茂樹（なすなかにし）
- 益田博隆（フロントページ）
- 宮崎げんき（ダックスープ）
- 植村茂浩（DA-DA）
- 渡辺裕薫（シンデレラエキスプレス）
- 松井成行（同上）
- 笑福亭鉄瓶
- 有野晋哉（よゐこ）

#### 人力舎からの出場芸人
- 塚地武雅（ドランクドラゴン）
- 小木博明（おぎやはぎ）
- 今野浩喜（元・キングオブコメディ）
- 高橋健一（同上）
- 大水洋介（ラバーガール）
- 飛永翼（同上）
- 大久保佳代子（オアシズ）
- 中村聡（ピテカントロプス）
- アイアム野田（鬼ヶ島）
- 鈴木拓（ドランクドラゴン）

#### ワタナベエンターテインメントからの出場芸人
- 山根良顕（アンガールズ）
- 田中卓志（同上）
- イーグル溝神（超新塾）
- タイガー福田（同上）
- アイク・B・ヌワラ（同上）
- 岩井勇気（ハライチ）
- サンシャイン池崎
- コカドケンタロウ（ロッチ）
- 厚切りジェイソン
- 石井てる美

#### 吉本、松竹、人力舎、ワタナベ以外からの出場芸人
- 日村勇紀（バナナマン、ホリプロ）
- 設楽統（同上）
- やす（ずん、浅井企画）
- 飯尾和樹（同上）
- ハリウッドザコシショウ（SMA NEET Project）
- ハチミツ二郎（東京ダイナマイト、オスカープロモーション）
- 松田大輔（同上）
- レオちゃん（noreason）
- O・D・A（変ホ長調、アマチュア）
- 若林正恭 （オードリー、ケイダッシュステージ）[注 20]
- 春日俊彰（同上）[注 20]
- 富澤たけし（サンドウィッチマン、グレープカンパニー）
- 伊達みきお（同上）
- 塙宣之（ナイツ、マセキ芸能社）
- 土屋伸之（同上）
- キャプテン渡辺（SMA NEET Project）
- 佐藤満春 （どきどきキャンプ、ケイダッシュステージ）[注 20][注 21]
- 西園ひろむ（マスオチョップ、ケイダッシュステージ）
- 渡辺江里子（阿佐ヶ谷姉妹、ASH&Dコーポレーション）
- 木村美穂（同上）
- 浜村凡平＜浜村孝政＞（元・浜口浜村、マセキ芸能社）
- 高佐一慈（THE GEESE、ASH&Dコーポレーション）
- 尾関高文（同上）
- 塚本直毅（ラブレターズ、ASH&Dコーポレーション）
- 溜口佑太朗（同上）
- 斉木しげる（シティボーイズ、ASH&Dコーポレーション）
- きたろう（同上）
- 小峠英二（バイきんぐ、SMA NEET Project）
- 西村瑞樹（同上）
- 渡辺隆（錦鯉、SMA NEET Project）
- コウメ太夫（SMA NEET Project）
- 久保田剛史（インデペンデンスデイ、浅井企画）
- 岩井ジョニ男（イワイガワ、浅井企画）
- 平子悟（エネルギー、浅井企画）
- ウド鈴木（キャイ〜ン、浅井企画）
- 岸学（どきどきキャンプ、ケイダッシュステージ）[注 20]
- 松本拓郎（マスオチョップ、ケイダッシュステージ）[注 20]
- 神田伸一郎（ハマカーン、ケイダッシュステージ）[注 20]
- 浜谷健司（同上）[注 20]
- じゅんいちダビッドソン（アミー・パーク）
- ふぢわら（わらふぢなるお、サンミュージック）
- サツマカワRPG（ケイダッシュステージ）
- 高倉陵（三拍子、サンミュージック）
- 相田周二（三四郎、マセキ芸能社）
- 永吉英一（ブルーザー、浅井企画）
- ハギノ・リザードマン（ローズヒップファニーファニー、サンミュージック）
- 森田哲矢（さらば青春の光、ザ・森東）
- 川元文太（ダブルブッキング、ホリプロ）
- しゅくはじめ（浅井企画）
- ちはるちゃん（ビッグタスク、ニュースタッフプロダクション）
- マツモトクラブ（SMA NEET Project）
- かねきよ勝則（新宿カウボーイ、太田プロダクション）

#### 芸人以外での参加者
- 倉本美津留（放送作家）
- 上田誠（脚本家・演出家、ヨーロッパ企画）
- 遠藤敬（放送作家）
- せきしろ（マルチライター）
- 竹内佑（劇作家・俳優、デス電所）
- 寺本覚（構成作家）
- 友光哲也（構成作家）
- 吉村智樹（フリーライター）
- 徳田憲治（ミュージシャン、スムルース）
- 中蔵隆志（第9代修斗世界ウェルター級チャンピオン）
- 和田義浩（構成作家）
- 和田ラヂヲ（漫画家）
- 岡田斗司夫（文筆家）
- 椎名基樹（ライター）
- 高山雄次郎 （よしもとクリエイティブ・エージェンシー 社員）
- 吉原朱美（女優）
- マッスル坂井（DDTプロレスリング）
- おおひなたごう（漫画家）
- 伊藤修子（女優、拙者ムニエル）[注 22]
- つんく♂（音楽プロデューサー）
- 山内圭哉 （俳優、Piper）
- スチャダラパー（ヒップホップグループ）
- 野々村友紀子（放送作家）
- 加藤夏希（タレント）
- 森田みいこ（グラビアアイドル）
- 吉田靖直（ミュージシャン、トリプルファイヤー）[注 23]
- クニ＜高橋邦彦＞（構成作家、元・アホマイルド）
- 高野祐衣（タレント、元・NMB48）

## キャッチフレーズと入場曲

### ダイナマイト関西2016〜オープントーナメント〜出場者
◎は予選トーナメント優勝、○は同準優勝でそれぞれ準決勝大会進出。★は準決勝大会で勝利し決勝大会進出。予選トーナメントでは個人の入場曲ではなく、玄武・白虎の各コーナーの専用入場曲が使用された。
2016年7月18日予選トーナメント(1)(ルミネtheよしもと)出場者
- 【6/11プレ予選1位通過】なすなかにし/中西茂樹
- 【狂乱の笑公女】伊藤修子
- 【静かなる大喜利凶器】ラバーガール/大水洋介
- 【解答学序説】博多華丸・大吉/博多大吉　◎★（舘ひろし「翼を拡げて」ドラマ『もっとあぶない刑事』主題歌）
- 【魅惑のクールファイター】ライセンス/藤原一裕
- 【6/26プレ予選1位通過】→【脱力のパワフルファイター】トリプルファイヤー/吉田靖直[注 23]　○（DAF「Der Mussolini」）
- 【キモオモロカワイイ】アンガールズ/山根良顕
- 【千川の大喜利アニキ】錦鯉/渡辺隆

2016年8月3日予選トーナメント(2)(なんばグランド花月)出場者
- 【怒涛のポーカーフェイス】ダイアン/西澤裕介
- 【7/27プレ予選1位通過】ヒューマン中村
- 【変革のトラ魂】テンダラー/白川悟実
- 【ヲヲギリ漫画家】和田ラヂヲ　◎★（セックス・ピストルズ「Anarchy in the U.K.」）
- 【ハスキー巨人スクープ】スリムクラブ/真栄田賢
- 【7/24プレ予選1位通過】シンクロック/木尾陽平
- 【お笑いの夜明け】ザ・プラン9/お〜い!久馬　○（ドラマ『必殺仕事人V』より「殺しのテーマ」）
- 【7/3プレ予選1位通過】モンスターエンジン/大林健二

2016年8月18日予選トーナメント(3)(ルミネtheよしもと)出場者
- 【ほんわかスペシャリスト】もう中学生
- 【ぺっこりピーターパン】ずん/飯尾和樹　◎（ヴァンゲリス「映画『南極物語』メインテーマ」）
- 【世界一おもろいデブ】東京ダイナマイト/ハチミツ二郎
- 【8年ぶりの大喜利刺客】レオちゃん
- 【コント界の不可思議】ジャルジャル/後藤淳平　○（ビートルズ「Octopus's Garden」）
- 【一人井戸端会議】アジアン/馬場園梓
- 【7/23プレ予選1位通過】ラブレターズ/溜口佑太朗
- 【8/13プレ予選1位通過】わらふぢなるお/ふぢわら

2016年8月26日予選トーナメント(4)(ルミネtheよしもと)出場者
- 【アホマイルド1期生】クニ
- 【8/11プレ予選1位通過】ハマカーン/浜谷健司
- 【スーパーおもしろ地球人】R藤本　◎★（上條恒彦『あしたへジャンプ』＜NHK教育テレビジョン＞テーマ曲）
- 【歯が命芸人】ハリセンボン/箕輪はるか
- 【おもろいどすえ】バッファロー吾郎/竹若元博　○★（ドロップキック・マーフィーズ「The State Of Massachusetts」）
- 【漫才協会副会長】ナイツ/塙宣之
- 【7/2プレ予選1位通過】サツマカワRPG
- 【頭脳派便器番人】どきどきキャンプ/佐藤満春

2016年9月22日予選トーナメント(5)(ルミネtheよしもと)出場者
- 【最高のクズ野郎】キャプテン渡辺
- 【スーパー場外乱闘ファイター】マッスル坂井　○（ロブ・ゾンビ「Reload」マッスル坂井自身の入場曲）
- 【9/10プレ予選名誉1位】三拍子/高倉陵[注 25]
- 【コント常勝男】しずる/池田一真
- 【単語の王子様】ハライチ/岩井勇気
- 【大喜利直木賞 改め 大喜利芥川賞[注 26]】ピース/又吉直樹　◎★（あべのぼる「何も考えない」）
- 【ハーモニー四十路】阿佐ヶ谷姉妹/渡辺江里子
- 【9/10プレ予選1位通過】三四郎/相田周二

2016年10月13日予選トーナメント(6)(なんばグランド花月)出場者
- 【鹿笑かし】笑い飯/西田幸治　◎★（パーシー・スレッジ「When A Man Loves A Woman（男が女を愛する時）」）
- 【9/4プレ予選1位通過】金属バット/友保隼平
- 【9/18プレ予選1位通過】ザ・プラン9/ヤナギブソン
- 【9/17プレ予選1位通過】ギャロップ/林健
- 【今やハングリースピリッツ】中山功太
- 【欧州代表】ヨーロッパ企画/上田誠　○
- 【お笑い鉄工所】モンスターエンジン/西森洋一
- 【お笑いDIY】クロスバー直撃/渡邊孝平

2016年10月13日予選トーナメント(7)(ルミネtheよしもと)出場者
- 【解析するお笑い狂気】ラバーガール/飛永翼
- 【ひと喜利いこうぜ！】次長課長/井上聡　◎★（渡辺宙明「レーザー・メドレー 3本の剣」特撮ドラマ『宇宙刑事ギャバン』より）
- 【博士の異常な大喜利】ザ・ギース/高佐一慈
- 【キングオブフェイス】今野浩喜
- 【東京大喜利界の番人】POISON GIRL BAND/吉田大吾
- 【9/19プレ予選1位通過】ブルーザー/永吉英一
- 【サバイバル職人】インパルス/板倉俊之　○（植松伸夫「プレリュード」スクウェア・エニックス『ファイナルファンタジー』シリーズオープニング曲）
- 【9/3プレ予選1位通過】ローズヒップファニーファニー/ハギノ・リザードマン

2016年11月18日予選トーナメント(8)(ルミネtheよしもと)出場者
- 【ユーモアジャイアント】ザ・ギース/尾関高文
- 【浅井のぽっちゃりマニアック】インデペンデンスデイ/久保田剛史
- 【ハロー大喜利プロジェクト】フットボールアワー/岩尾望　○（Berryz工房「スッペシャル ジェネレ〜ション」）
- 【魅惑の大（だい）喜利クイーン】椿鬼奴
- 【保湿系美肌大喜利王子】ハマカーン/神田伸一郎
- 【10/15プレ予選1位通過】ダブルブッキング/川元文太
- 【Mr.やりたい放題】ケンドーコバヤシ　◎★（ジミ・ヘンドリックス「Purple Haze」）
- 【コントマスターの力量】しずる/村上純

## 開催履歴

### 本大会
|        | 開催日                                                                      | 会場                                                                                             | サブタイトル                                  | 優勝者                           |
| ------ | --------------------------------------------------------------------------- | ------------------------------------------------------------------------------------------------ | --------------------------------------------- | -------------------------------- |
| 第1回  | 1999/6/3                                                                    | 心斎橋MUSE                                                                                       |                                               | 竹若元博（バッファロー吾郎）     |
| 第2回  | 2000/2/24                                                                   | baseよしもと                                                                                     |                                               | 小林友治（現・ケンドーコバヤシ） |
| 第3回  | 2000/10/12                                                                  | baseよしもと                                                                                     |                                               | 小林友治（現・ケンドーコバヤシ） |
| 第4回  | 2000/12/14                                                                  | baseよしもと                                                                                     | ge3                                           | 久馬歩（現・お〜い!久馬）        |
| 第5回  | 2001/9/13 2001/10/16                                                        | baseよしもと                                                                                     |                                               | 久馬歩（現・お〜い!久馬）        |
| 第6回  | 2002/3/24                                                                   | なんばグランド花月                                                                               | 東西対抗大喜利王決定戦                        | 千原浩史（現・千原ジュニア）     |
| 第7回  | 2002/5/10                                                                   | baseよしもと                                                                                     | ヤングマスター                                | （ワンマッチ制の為、優勝者無し） |
| 第8回  | 2002/9/18 2002/10/10                                                        | baseよしもと                                                                                     | 20人トーナメント大会                          | 竹若元博（バッファロー吾郎）     |
| 第9回  | 2003/5/25                                                                   | baseよしもと                                                                                     | 府立出場権獲得トーナメント大会                | ヤナギブソン（ザ・プラン9）      |
| 第10回 | 2003/6/21                                                                   | 大阪府立体育会館                                                                                 | 全日本大喜利王決定トーナメント大会            | 竹若元博（バッファロー吾郎）     |
| 第11回 | 2005/2/15                                                                   | ワッハホール                                                                                     | 松竹芸能初参戦大会                            | ケンドーコバヤシ                 |
| 第12回 | 2005/3/26                                                                   | ルミネtheよしもと                                                                                | 首都圏開催大会                                | 竹若元博（バッファロー吾郎）     |
| 第13回 | 2006/5/20 - 2006/8/22 （予選9大会・開幕戦・決勝大会）                       | baseよしもと ルミネtheよしもと ワッハホール B1角座 なんばグランド花月 後楽園ホール               | オープントーナメント大会                      | 西田幸治（笑い飯）               |
| 第14回 | 2008/6/28 - 2008/8/29 （予選12大会・決勝大会）                              | ワッハホール baseよしもと ルミネtheよしもと 大阪府立体育会館                                     | オープントーナメント大会                      | ケンドーコバヤシ                 |
|        | 2010/5/2                                                                    | ディファ有明                                                                                     | ダイナマイト関西2010 first                    | 若林正恭（オードリー）           |
|        | 2010/8/21                                                                   | ディファ有明                                                                                     | ダイナマイト関西2010 second                   | 博多大吉（博多華丸・大吉）       |
|        | 2010/10/8                                                                   | NHK大阪ホール                                                                                    | ダイナマイト関西2010 third                    | 上田誠（ヨーロッパ企画）         |
|        | 2010/12/14                                                                  | 中野サンプラザ                                                                                   | ダイナマイト関西2010 fourth                   | ケンドーコバヤシ                 |
|        | 2013/12/25 - 2014/8/16 （前夜祭・予選6大会・決勝大会）                      | ルミネtheよしもと 浅草公会堂                                                                     | ダイナマイト関西2014                          | 飯尾和樹（ずん）                 |
|        | 2015/7/24 - 2016/1/31 （予選6大会・決勝大会）                               | ルミネtheよしもと 東京グローブ座                                                                 | ダイナマイト関西2015 〜事務所対抗団体戦〜     | ケイダッシュステージ             |
|        | 2016/6/11 - 2016/12/25 （プレ予選16大会・予選8大会・ 準決勝大会・決勝大会） | ヨシモト∞ホール 朝日劇場 道頓堀角座 新宿角座 ルミネtheよしもと なんばグランド花月 よみうりホール | ダイナマイト関西2016 〜オープントーナメント〜 | 博多大吉（博多華丸・大吉）       |

- 2008年以降の大会では、公式に回数が明示されていないため、本項でも割愛。
- 2006年・2008年に行われたオープントーナメント大会では、公式サイトからの応募により一般からの参加が出来た。
- 2010年『ダイナマイト関西 2010 first』〜『同 fourth』では、トーナメントだけでなく、シングルマッチ・タッグマッチ・シックスメンタッグマッチ・サバイバルマッチも行われた。
- 2014年『ダイナマイト関西2014』では、予選として4人×4グループの総当たりリーグ戦を実施し、各グループ上位2名が決勝トーナメントに進出した。また、エキシビションとしてタッグマッチやサバイバルマッチのほか、ラブナマイト関西、それいけ!チビッ子大喜利といった通常よりも肩肘を張らない趣向の試合も行われた。全体的に、同年ブラジルで開催されたFIFAワールドカップを意識した演出があったほか、バッファロー吾郎Aはスティーブ・ジョブズのパロディである「スティーブ・キムズ」を名乗って大会を統括した。
- 2015年『ダイナマイト関西2015〜事務所対抗団体戦〜』は、初の団体戦での本大会として行われた。大会コンセプトは「ゴチャゴチャ言わんとどこのお笑い事務所が一番おもろいんか決めたらええんや」。参加事務所はプロダクション人力舎、浅井企画、ケイダッシュステージ、ASH&Dコーポレーション、ワタナベエンターテインメント、Sony Music Artists、よしもとクリエイティブ・エージェンシー。よしもとは所属時期によって「吉本20世紀軍」と「吉本21世紀軍」が結成され、全8チームでトーナメントを戦った。また、エキシビションとして各試合の勝利チームによる個人戦の強制BET大喜利や、スペシャルサバイバルマッチ、試合形式ではなく出演者全員で回答を出しあうバック・トゥ・ザ・大喜利、D（ダイナマイト）ステーションといった企画も行われた。決勝大会では、3位決定戦、最下位決定戦も行われた。全体的に『賭博黙示録カイジ』を意識した演出があり、バッファロー吾郎Aは同作品の登場人物である兵藤和尊のパロディ「A藤和尊」を名乗って大会を統括した。
- 2016年『ダイナマイト関西2016〜オープントーナメント〜』は、タイトル通り、8年ぶりとなるオープントーナメント大会として開催された。公式サイトより発表された『お題』にメールで回答することで、一般からの参加も可能。プレ予選・メール予選参加者を含め、1729名が参加した。プレ予選の優勝者とシード選手が全8回の予選トーナメントを戦い、各回の優勝者と準優勝者の16名が準決勝大会に進出し、さらに決勝大会の8席を争った。従来の大会同様、エキシビションとしてタッグマッチやスペシャルサバイバルマッチも行われた。プレ予選から準決勝大会までは、ニコニコチャンネル「オモロイド」を通じて、ニコニコ生放送での配信もされた。トーナメント戦を山になぞらえ、バッファロー吾郎Aは天狗をモチーフとした「神聖な戦いを司る者」を名乗って大会を統括した。

### 関連イベント
| タイトル                                                                         | 開催日 | 会場 | 概要 |
| -------------------------------------------------------------------------------- | --- | --- | --- |
| ロデオスキップ                                                                   | 2001/7/24 | MIDシアター                                                                                              | - バッファロー吾郎主催イベント内で特別試合（竹若元博 vs 渡辺鐘）開催 |
| バッファロー吾郎特別公演 「ご存知!ねずみ小僧次郎吉〜木村ファミリー大いに笑う〜」 | 2002/12/4 | 梅田コマ劇場                                                                                             | - バッファロー吾郎主催イベント内で特別試合（木村祐一 vs 竹若元博）開催 |
| ダイナマイト関西〜外伝〜                                                         | 2003/5/9 | baseよしもと                                                                                             | - タッグマッチやサバイバル大喜利、1週間かけて回答を考える168時間大喜利など様々な趣向で行われた実験的イベント                                                                                             |
| 大晦日だよ!キムえもん祭〜竹太のニューイヤー恐竜〜                                | 2003/12/31 | うめだ花月                                                                                               | - バッファロー吾郎主催イベント内で「逆ダイナマイト関西」開催 - コンセプトは「ゴチャゴチャ言わんと誰が一番おもんないか決めたらええんや」 - 回答は一問一答/負け残り形式 - 優勝者：木村明浩                 |
| ダイナマイト関西〜外伝〜                                                         | 2004/5/25 | ワッハホール                                                                                             | - 様々な趣向で行われた実験的イベント |
| バッファロー吾郎の23時間半ライブ〜再入場OKなんです〜                             | 2004/12/20 | Zepp Osaka                                                                                               | - バッファロー吾郎主催イベント内で「ダイナマイト関西〜外伝〜」開催 - サバイバル大喜利と一時間大喜利が行われる                                                                                            |
| おしゃべりサラダ〜ダイナマイト関西2006を語ろう!〜                                | 2006/12/5 | 新宿LOFT                                                                                                 | - DVD発売を記念して開催されたトークイベント - ゲスト：ケンドーコバヤシ・西田幸治（笑い飯） |
| ダイナマイト関西R                                                                | 2007/6/2 | ルミネtheよしもと                                                                                        | - 試合時間を10分から8分、ポイントを5から3に減らすなど、スピーディーな展開を重視したトーナメント大会 - 優勝者：家城啓之（カリカ）                                                                         |
| ダイナマイト関西X                                                                | 2007/6/3 | ルミネtheよしもと                                                                                        | - 外伝と同じく、様々な趣向で行われた実験的イベント |
| ダイナマイト関西RX                                                               | 2007/9/12 | Zepp Tokyo                                                                                               | - ダイナマイト関西Rのルールを採用し、「ダイナマイト関西」の新ブランドとして立ち上げられたトーナメント大会 - 優勝者：ケンドーコバヤシ                                                                     |
| ダイナマイト関西 DVD発売記念トーナメント大会                                     | 2009/1/30 | 京橋花月                                                                                                 | - 優勝者：西澤裕介（ダイアン） |
| ダイナマイト関西〜外伝〜                                                         | 2009/8/21 | ABCホール                                                                                                | - 『〜バッファロー吾郎20周年〜ガンガンいこうぜ!1ヶ月31種類公演』の一公演 - 様々な趣向で行われた実験的イベント                                                                                            |
| ダイナマイト関西ヤングマスター                                                   | 2009/8/22 | ABCホール                                                                                                | - 『〜バッファロー吾郎20周年〜ガンガンいこうぜ!1ヶ月31種類公演』の一公演 - 若手や出場経験の無い芸人が出場 - 本大会第7回とは異なり、トーナメント制での開催 - 優勝者：真栄田賢（スリムクラブ）             |
| ダイナマイト関西 バッファロー吾郎芸歴20周年記念大会                              | 2009/8/23 | ABCホール                                                                                                | - 『〜バッファロー吾郎20周年〜ガンガンいこうぜ!1ヶ月31種類公演』の一公演 - 優勝者：ケンドーコバヤシ |
| D関無双                                                                          | 2010/2/28 2010/5/24 2010/7/7 2010/8/5 2010/9/22 2010/11/17 2011/1/18 2011/3/29 2011/5/26 2011/9/6 2012/2/17 2012/6/23 2012/12/22 | 2011年まで よしもとプリンスシアター 2012年よりルミネtheよしもと（2010/8/5のみ京橋花月）                  | - 若手芸人を中心に、オールジャンルから未知なる強豪を発掘すべく開催 - シングル・タッグマッチだけでなく、サバイバル大喜利等、外伝の要素も取り込まれている                                                  |
| ダイナマイト関西GW                                                               | 2011/5/5 | ステラボール                                                                                             | - 優勝者：博多大吉（博多華丸・大吉） |
| ダイナマイト秒殺                                                                 | 2011/6/17 | よみうりホール                                                                                           | - COWCOW主催のギャグイベント「秒殺」とのコラボライブ - 優勝者：佐久間一行 |
| ダイナマイト関西ヤングマスター                                                   | 2012/4/14 | ルミネtheよしもと                                                                                        | - D関無双で活躍した選手が出場 - 2009年と同じく、トーナメント制での開催 - 優勝者：R藤本 |
| ダイナマイト関西vsギャグ漫画家大喜利バトル!!〜第一次大喜利大戦〜                 | 2012/8/25 | 草月ホール                                                                                               | - おおひなたごう主催の大喜利イベント「ギャグ漫画家大喜利バトル!!」とのコラボライブ - ダイナマイト関西チームとギャグ漫画家大喜利バトルチームに分かれ対決 - 優勝：ギャグ漫画家大喜利バトルチーム           |
| ダイナマイト関西NEXT                                                             | 2014/7/12 2014/7/13 2014/8/16 | 5upよしもと（西日本新人王決定戦） ヨシモト∞ホール（東日本新人王決定戦） 浅草公会堂（全日本新人王決定戦） | - 本大会未経験者によるトーナメント。西日本と東日本に分かれ、各地区の新人王を決定 - 「ダイナマイト関西2014」の決勝イベント内にて、全日本新人王決定戦を行った - 優勝者：浜村孝政（浜口浜村・東日本新人王） |
| ダイナマイト関西15th Anniversary〜2014DVD発売記念大会〜                          | 2014/12/12 2014/12/13 2014/12/25                                                                                                 | ルミネtheよしもと なんばグランド花月                                                                     | - ダイナマイト関西の15周年と「ダイナマイト関西2014」のDVD発売を記念して開催 - 15年の歴史を振り返りつつ、新形式も取り入れた様々な趣向の試合やトーク企画が行われたお祭り的なイベント                       |
| ダイナマイト関西2015 団体対抗戦                                                  | 2015/4/11 | ルミネtheよしもと                                                                                        | - ダイナマイト関西初の団体戦。玄武軍と白虎軍による五対五の対戦 - 竹若元博が率いる玄武軍が勝利し、勝者ステージの個人戦「強制BET大喜利」に進出 - 優勝者：R藤本                                             |
| ダイナマイト関西2015 東西対抗戦                                                  | 2015/12/20 | なんばグランド花月                                                                                       | - なんばグランド花月を基準とした出身地で東西に分かれ、団体戦ルールで対戦 - 竹若元博が率いる東軍（白虎）が勝利 - エキシビション団体戦や、トーク企画も行われた                                             |
| ダイナマイト関西2016 〜オープントーナメント前夜祭〜                              | 2016/5/8 | ルミネtheよしもと                                                                                        | - ダイナマイト関西2016の概要の発表と、さまざまな形式の試合が行われた - ミニトーナメント優勝者：大水洋介（ラバーガール）                                                                                  |

## DVD
- ダイナマイト関西 〜全日本大喜利王決定トーナメント大会〜（R and C、2003年11月26日）
- ダイナマイト関西2006 〜オープントーナメント大会〜（R and C、2006年12月6日）
- ダイナマイト関西2008 〜オープントーナメント大会〜（R and C、2009年2月11日）
- ダイナマイト関西 〜バッファロー吾郎芸歴20周年記念大会〜（R and C、2010年3月10日）
- ダイナマイト関西2010 first（R and C、2011年3月16日）
- ダイナマイト関西2010 second（R and C、2011年3月16日）
- ダイナマイト関西2010 third（R and C、2011年7月13日）
- ダイナマイト関西2010 fourth（R and C、2011年7月13日）
- ダイナマイト関西2014（R and C、2014年12月3日）

## 本
- ゴチャゴチャ言わんと誰が一番おもろいんか決めたらええんや（ぴあ株式会社、2003年12月、ISBN 4-8356-0098-3）